# Stratiote
 (décembre 2014).
Si vous disposez d'ouvrages ou d'articles de référence ou si vous connaissez des sites web de qualité traitant du thème abordé ici, merci de compléter l'article en donnant les références utiles à sa vérifiabilité et en les liant à la section « Notes et références ».
Un stratiote est un soldat de l'armée byzantine.

## Origine du terme
Stratiote vient du grec στρατιώτης qui signifie soldat.

## Historique
Le régime des stratiotes fut instauré, par l'empereur Héraclius (610-641). Au début du VIIe siècle, l'empire byzantin est en proie à l'instabilité et à la guerre. Malgré la paix d'Arabissos signée entre Héraclius et le Perse sassanide Khosro II, l'Empire perd la Syrie, l'Égypte, l'Afrique byzantine et l'Arménie en 632 après la conquête des tribus arabes. L'Empire byzantin en est donc réduit territorialement aux Balkans et à l'Anatolie. Les peuples slaves (Avars et Bulgares) ont de plus franchi le Danube et menacent au nord la péninsule balkanique.
Afin de trouver des solutions quant au manque chronique de mercenaires et dans un contexte aussi troublé, Héraclius divise l'Anatolie en quatre provinces (Arméniaques, Anatoliques, Opsikion et Caravésiens). Ces circonscriptions sont commandées par un gouverneur militaire et on y pratique un recrutement militaire localisé. Cette réorganisation est la base de la création des futurs thèmes. Un thème est à la fois le nom d'une province commandée par un stratège et désigne le contingent militaire issu de cette province. L'empereur développe aussi dans ces nouvelles provinces d'Anatolie le régime des stratiotes.
Un stratiote est un soldat-colon auquel on attribue une terre et une charge militaire, étant inaliénable et héréditaire. C'est en général un cavalier qui se doit de fournir lui-même son équipement, son cheval et son armement. Il assure son entraînement, doit répondre à toute convocation et doit subir les revues (adnoumion). Les stratiotes encadrent sur le champ de bataille la piétaille, composée d'effectifs issus des catégories sociales les plus démunies. Les stratiotes sont donc issus de la petite et moyenne paysannerie. Une exemption temporaire de service militaire, l’adoreia, pouvait être mis en place, en cas d'impossibilité au titulaire de tenir sa tâche. Ce système, permettant à la petite et moyenne propriété libre de se développer, est à l'origine de la puissance de l'armée byzantine jusqu'au IXe siècle.
Au XVe siècle, on trouve encore des « stradioti », troupes montées d'origine albanaise et grecque au service de Venise lors des guerres de la République. C'est une cavalerie légère, dont les effectifs sont armés d'une lance, d'un long sabre, d'un macis et d'un poignard.

## Exemption de service militaire: Adoreia
L’adoreia est un terme de l'administration militaire et fiscale byzantine désignant l'exemption temporaire du service militaire d'un stratiote appauvri et incapable de remplir ses obligations, et la réassignation des terres militaires de sa strateia à d'autres propriétaires, y compris si nécessaire à des personnes non encore enregistrées comme stratiotes (et qui le deviennent alors).